# Oleg Sjatov
Oleg Aleksandrovitsj Sjatov (Russisch: Олег Александрович Шатов) (Nizjni Tagil, 28 juli 1990) is een Russisch voetballer die bij voorkeur als centrale middenvelder speelt. Hij speelt sinds 2013 bij FK Zenit Sint-Petersburg.

## Clubcarrière
Sjatov maakte zijn debuut in het betaald voetbal voor FK Oeral in 2007. In vijf seizoenen maakte hij 16 doelpunten in 127 competitiewedstrijden voor de club. In januari 2012 werd Sjatov voor één miljoen euro verkocht aan het ambitieuze Anzji Machatsjkala. Na twee competitiewedstrijden voor Anzji gespeeld te hebben in het seizoen 2013/14 vertrok Sjatov naar FK Zenit Sint-Petersburg, waarmee hij in de jaargang 2014/15 de landstitel won en in mei 2016 de Russische bekerfinale.

## Clubstatistieken
| Seizoen | Club                  | Land             | Competitie     | Competitie | Competitie | Beker | Beker | Internationaal | Internationaal | Overige | Overige | Totaal | Totaal |
| Seizoen | Club                  | Land             | Competitie     | Wed.       | Dlp.       | Wed.  | Dlp.  | Wed.           | Dlp.           | Wed.    | Dlp.    | Wed.   | Dlp.   |
| ------- | --------------------- | ---------------- | -------------- | ---------- | ---------- | ----- | ----- | -------------- | -------------- | ------- | ------- | ------ | ------ |
| 2007    | FK Oeral              | Vlag van Rusland | Eerste Divisie | 8          | 2          | 0     | 0     | —              | —              | —       | —       | 8      | 2      |
| 2008    | FK Oeral              | Vlag van Rusland | Eerste Divisie | 26         | 1          | 0     | 0     | —              | —              | —       | —       | 26     | 1      |
| 2009    | FK Oeral              | Vlag van Rusland | Eerste Divisie | 28         | 2          | 1     | 0     | —              | —              | —       | —       | 29     | 2      |
| 2010    | FK Oeral              | Vlag van Rusland | Eerste Divisie | 35         | 4          | 3     | 0     | —              | —              | —       | —       | 38     | 4      |
| 2011    | FK Oeral              | Vlag van Rusland | Eerste Divisie | 30         | 7          | 3     | 0     | —              | —              | —       | —       | 31     | 7      |
| 2011/12 | Anzji Machatsjkala    | Vlag van Rusland | Premjer-Liga   | 8          | 0          | 0     | 0     | —              | —              | —       | —       | 8      | 0      |
| 2012/13 | Anzji Machatsjkala    | Vlag van Rusland | Premjer-Liga   | 24         | 3          | 2     | 0     | 14             | 2              | —       | —       | 40     | 7      |
| 2013/14 | Anzji Machatsjkala    | Vlag van Rusland | Premjer-Liga   | 2          | 0          | 0     | 0     | —              | —              | —       | —       | 2      | 0      |
| 2013/14 | Zenit Sint-Petersburg | Vlag van Rusland | Premjer-Liga   | 22         | 4          | 1     | 0     | 7              | 1              | —       | —       | 30     | 2      |
| 2014/15 | Zenit Sint-Petersburg | Vlag van Rusland | Premjer-Liga   | 28         | 4          | 2     | 1     | 16             | 1              | —       | —       | 46     | 6      |
| 2015/16 | Zenit Sint-Petersburg | Vlag van Rusland | Premjer-Liga   | 27         | 8          | 3     | 0     | 7              | 2              | 1       | 0       | 38     | 10     |
| 2016/17 | Zenit Sint-Petersburg | Vlag van Rusland | Premjer-Liga   | 18         | 2          | 2     | 1     | 4              | 1              | 1       | 0       | 25     | 4      |
| 2017/18 | Zenit Sint-Petersburg | Vlag van Rusland | Premjer-Liga   | 13         | 0          | 0     | 0     | 3              | 0              | —       | —       | 16     | 0      |
| Totaal  | Totaal                | Totaal           | Totaal         | 269        | 37         | 17    | 2     | 51             | 7              | 2       | 0       | 339    | 46     |

## Interlandcarrière
Oleg Sjatov maakte op 6 februari 2013 zijn debuut in het Russisch voetbalelftal in een vriendschappelijke wedstrijd tegen IJsland in het Spaanse Marbella. Hij maakte het tweede doelpunt op aangeven van Roman Sjirokov (0–2). In de oefeninterland tegen Brazilië op 25 maart 2013 mocht hij na rust invallen voor Aleksandr Kokorin. De wedstrijd op Stamford Bridge eindigde in een 1–1 gelijkspel. Met Rusland nam hij deel aan het wereldkampioenschap voetbal 2014, waar hij alle groepsduels meespeelde. Op 21 mei 2016 werd Sjatov opgenomen in de Russische selectie voor het Europees kampioenschap voetbal 2016 in Frankrijk. Daar werd de selectie onder leiding van bondscoach Leonid Sloetski in de groepsfase uitgeschakeld na een gelijkspel tegen Engeland (1–1) en nederlagen tegen Slowakije (1–2) en Wales (0–3).
| Interlands van Oleg Sjatov voor Rusland | Interlands van Oleg Sjatov voor Rusland | Interlands van Oleg Sjatov voor Rusland | Interlands van Oleg Sjatov voor Rusland | Interlands van Oleg Sjatov voor Rusland | Interlands van Oleg Sjatov voor Rusland |
| №                                       | Datum                                   | Wedstrijd                               | Uitslag                                 | Competitie                              | Goals                                   |
| Als speler bij Anzji Machatsjkala       | Als speler bij Anzji Machatsjkala       | Als speler bij Anzji Machatsjkala       | Als speler bij Anzji Machatsjkala       | Als speler bij Anzji Machatsjkala       | Als speler bij Anzji Machatsjkala       |
| --------------------------------------- | --------------------------------------- | --------------------------------------- | --------------------------------------- | --------------------------------------- | --------------------------------------- |
| 1.                                      | 6 februari 2013                         | IJsland – Rusland                       | 0 – 2                                   | Vriendschappelijk                       | 66'                                     |
| 2.                                      | 25 maart 2013                           | Brazilië – Rusland                      | 1 – 1                                   | Vriendschappelijk                       |                                         |
| Als speler bij FK Zenit Sint-Petersburg |                                         |                                         |                                         |                                         |                                         |
| 3.                                      | 15 oktober 2013                         | Azerbeidzjan – Rusland                  | 1 – 1                                   | Kwalificatie WK 2014                    |                                         |
| 4.                                      | 5 maart 2014                            | Rusland – Armenië                       | 2 – 0                                   | Vriendschappelijk                       |                                         |
| 5.                                      | 26 mei 2014                             | Rusland – Slowakije                     | 1 – 0                                   | Vriendschappelijk                       |                                         |
| 6.                                      | 31 mei 2014                             | Noorwegen – Rusland                     | 1 – 1                                   | Vriendschappelijk                       | 3'                                      |
| 7.                                      | 6 juni 2014                             | Rusland – Marokko                       | 2 – 0                                   | Vriendschappelijk                       |                                         |
| 8.                                      | 17 juni 2014                            | Rusland – Zuid-Korea                    | 1 – 1                                   | WK 2014                                 |                                         |
| 9.                                      | 22 juni 2014                            | België – Rusland                        | 1 – 0                                   | WK 2014                                 |                                         |
| 10.                                     | 26 juni 2014                            | Algerije – Rusland                      | 1 – 1                                   | WK 2014                                 |                                         |
| 11.                                     | 3 september 2014                        | Rusland – Azerbeidzjan                  | 4 – 0                                   | Vriendschappelijk                       |                                         |
| 12.                                     | 9 oktober 2014                          | Zweden – Rusland                        | 1 – 1                                   | Kwalificatie EK 2016                    |                                         |
| 13.                                     | 15 november 2014                        | Oostenrijk – Rusland                    | 1 – 0                                   | Kwalificatie EK 2016                    |                                         |
| 14.                                     | 27 maart 2015                           | Montenegro – Rusland                    | 0 – 3                                   | Kwalificatie EK 2016                    |                                         |
| 15.                                     | 7 juni 2015                             | Rusland – Wit-Rusland                   | 4 – 2                                   | Vriendschappelijk                       |                                         |
| 16.                                     | 14 juni 2015                            | Rusland – Oostenrijk                    | 0 – 1                                   | Kwalificatie EK 2016                    |                                         |
| 17.                                     | 5 september 2015                        | Rusland – Zweden                        | 1 – 0                                   | Kwalificatie EK 2016                    |                                         |
| 18.                                     | 8 september 2015                        | Liechtenstein – Rusland                 | 0 – 7                                   | Kwalificatie EK 2016                    |                                         |
| 19.                                     | 9 oktober 2015                          | Moldavië – Rusland                      | 1 – 2                                   | Kwalificatie EK 2016                    |                                         |
| 20.                                     | 12 oktober 2015                         | Rusland – Montenegro                    | 2 – 0                                   | Kwalificatie EK 2016                    |                                         |
| 21.                                     | 29 maart 2016                           | Frankrijk – Rusland                     | 4 – 2                                   | Vriendschappelijk                       |                                         |
| 22.                                     | 1 juni 2016                             | Tsjechië – Rusland                      | 2 – 1                                   | Vriendschappelijk                       |                                         |
| 23.                                     | 5 juni 2016                             | Rusland – Servië                        | 1 – 1                                   | Vriendschappelijk                       |                                         |
| 24.                                     | 11 juni 2016                            | Engeland – Rusland                      | 1 – 1                                   | EK 2016                                 |                                         |
| 25.                                     | 15 juni 2016                            | Rusland – Slowakije                     | 1 – 2                                   | EK 2016                                 |                                         |